# Кэри, Чарльз Джон, 9-й виконт Фолкленд
Капитан Чарльз Джон Кэри, 9-й виконт Фолкленд (англ. Charles John Cary, 9th Viscount Falkland; ноябрь 1768 — 2 марта 1809) — шотландский пэр и офицер Королевского флота.

## Биография
Родился в ноябре 1768 года. Младший сын Люшиуса Фердинанда Кэри, мастера Фолкленда (1735—1780), и его жены Энн Мэри Лейт, дочери полковника Александра Лейта. Внук Люшиуса Кэри, 7-го виконта Фолкленда (1707—1785).
28 мая 1796 года после смерти своего бездетного старшего брата, Генри Кэри, 8-го виконта Фолкленда (1766—1796), Чарльз Кэри унаследовал титулы 9-го виконта Фолкленда из Фолкленда в графстве Файф (Пэрство Шотландии) и 9-го лорда Кэри (Пэрство Шотландии).
Он командовал кораблем HMS Busy, который захватил Сан-Тельмо в Вест-Индии в 1801 году.
Чарльз Кэри получил звание пост-капитана в 1803 году. В 1807 году, командуя HMS Quebec, Чарльз Кэри принял капитуляцию датского лейтенанта, командующего гарнизоном Гельголанда . Однако вскоре после этого он был уволен с корабля, будучи признанным военным судом виновным в пьянстве и неджентльменском поведении.
После пьяной ссоры с Артуром Эннесли Пауэллом, они дрались на дуэли 28 февраля 1809 года, в которой Фолкленд получил огнестрельное ранение в пах. Его отвезли обратно в дом Пауэлла, где он умер два дня спустя. Его преемником стал его старший сын, Люшиус Кэри, 10-й виконт Фолкленд.

## Личная жизнь
25 августа 1802 года Чарльз Кэри женился на Кристиане Антон (? — 25 июля 1822), от которой у него было трое сыновей и одна дочь:
- Люшиус Кэри, 10-й виконт Фолкленд (5 ноября 1803 — 12 марта 1884)[1], старший сын и преемник отца.
- Адмирал Плантагенет Кэри, 11-й виконт Фолкленд (8 сентября 1806 — 1 февраля 1886)[1]
- Капитан Достопочтенный Байрон Чарльз Фердинанд Плантагенет Кэри (5 октября 1808 — 21 февраля 1874)[1]
- Достопочтенная Эмма Кристиана Кэри (? — 11 января 1827).